# Demolición de viviendas en el conflicto israelí-palestino

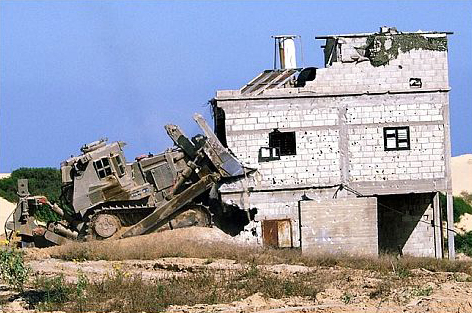
Un bulldozer blindado Caterpillar D9 del ejército israelí destruye una casa durante la Segunda Intifada (2000–2005)

La demolición de viviendas es uno de los métodos utilizados por el ejército israelí en Jerusalén Este, Cisjordania y la Franja de Gaza para lidiar con la insurgencia palestina y para limitar el crecimiento demográfico de la población palestina en el contexto del conflicto palestino-israelí. Se calcula que, durante la guerra árabe-israelí de 1948 y la consiguiente expulsión o huida de la población palestina de sus hogares, el Estado de Israel demolió unas 52 000 viviendas palestinas, incluidos unos 530 pueblos y barrios destruidos en su totalidad. Desde la ocupación de los territorios palestinos tras la Guerra de los Seis Días en 1967 hasta 2019, Israel ha demolido unas 55 000 viviendas y otras estructuras palestinas en Cisjordania, Jerusalén Este y la Franja de Gaza, y otros miles de viviendas han sido demolidas dentro de la propia Israel. En 2024 se batió el récord de viviendas palestinas demolidas en Cisjordania, casi doblando la cifra de años anteriores, con un total de 1779 demoliciones entre el 1 de noviembre de 2023 y el 31 de octubre de 2024,  así como en Jerusalén Este, donde se demolieron 181 viviendas de palestinos.
El objetivo de la demolición de viviendas puede ser la aplicación de las normas y regulaciones de construcción, que en la Palestina ocupada están impuestas por el ejército israelí. Otras justificaciones para la demolición de viviendas son la contrainsurgencia o las medidas de seguridad para impedir o detener acciones de los milicianos palestinos. La justificación de que sirve como una potente medida disuasoria contra el terrorismo y que ha hecho descender significativamente los ataques terroristas palestinos se enfrenta a argumentos en contra, algunos de los cuales provienen del propio ejército israelí, que afirman que la medida no ha demostrado una efectividad disuasoria y que en realidad es contraproducente.
Tanto la ONU como numerosas organizaciones en favor de los derechos humanos critican las demoliciones de hogares palestinos y las califican de una violación del derecho internacional humanitario. Por ejemplo, Amnistía Internacional afirma que el gobierno israelí está usando la demolición de viviendas como un castigo colectivo hacia los palestinos y como un método para requisar propiedades y permitir así la expansión de los asentamientos israelíes. En 1968, poco después de la ocupación de los territorios palestinos tras la Guerra de los Seis Días, el jurista estadounidense Theodor Meron advirtió al gobierno israelí de que esta práctica contraviene el derecho internacional, y más en concreto las Convenciones de Ginebra.
La demolición de viviendas se ha usado esporádicamente para desmantelar los denominados outposts, es decir, asentamientos israelíes que son ilegales según el derecho internacional y según las propias leyes israelíes. Cabe destacar que esta distinción solo existe en el derecho israelí, dado que todos los asentamientos son ilegales según el derecho internacional, pues suponen una violación del artículo 49 del Cuarto Convenio de Ginebra, que prohíbe el traslado de población civil de la potencia ocupante al territorio ocupado. Además, tras su retirada unilateral de la Franja de Gaza en 2005, el gobierno israelí demolió todas las viviendas de sus asentamientos en esta región palestina.

## Historia

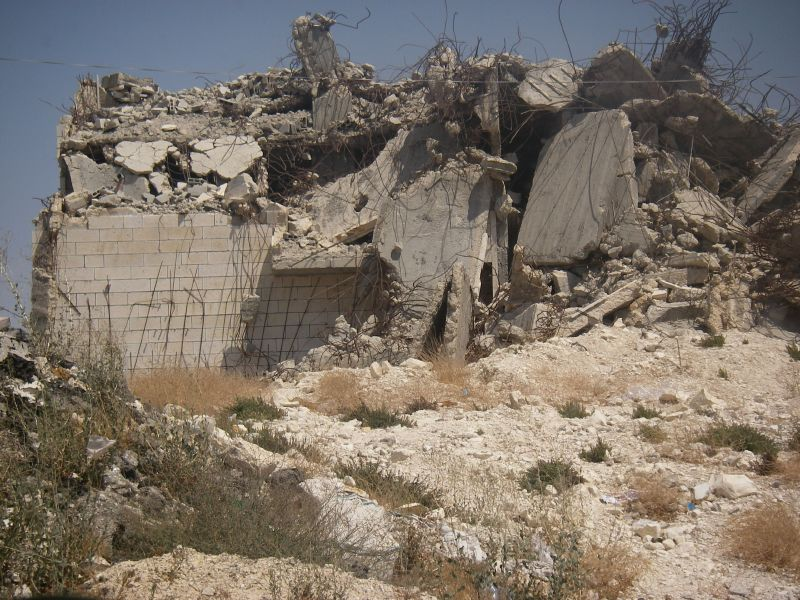
Una casa palestina demolida por el ejército israelí (agosto de 2006).

La práctica de demoler viviendas tiene su origen en el Mandato británico de Palestina (1920-1948), durante el que el gobierno británico dio autoridad al comandante militar para confiscar y demoler "cualquier vivienda, edificio o terreno (...) de cuyos habitantes esté convencido de que han cometido (…) cualquier violación contra estas Normas que haya llevado aparejada violencia." Durante la revuelta árabe de Palestina entre 1936 y 1939, el ejército británico demolía con frecuencia hogares de localidades implicadas en actividad rebelde y en ocasiones llegó a destruir aldeas enteras. Unos 2000 hogares árabes palestinos fueron demolidos durante el tiempo que duró la revuelta. En 1945, las autoridades del Mandato aprobaron las Normas de Defensa (de Emergencia), y la Norma 119 ponía la demolición de hogares a disposición del comandante militar local sin límite o capacidad de apelación. La Norma 119 establecía que:
"119. - (1) Un comandante militar puede ordenar la incautación para el Gobierno de Palestina de cualquier vivienda, estructura o terreno del que tenga motivos para sospechar que cualquier arma de fuego haya sido disparada ilegalmente, o que cualquier bomba, granada o artefacto explosivo o incendiario haya sido arrojado ilegalmente, o de cualquier vivienda, estructura o terreno situado en cualquier zona, ciudad, aldea, barrio o calle de cuyos habitantes o de algunos de cuyos habitantes tenga la certeza de que han cometido, o intentado cometer, o instigado a la comisión de, o colaborado después de la comisión de cualquier ofensa contra las Normas relacionadas con la violencia o la intimidación o con cualquier infracción ante el Tribunal Militar"
Frente a la insurgencia judía contra los británicos en los años cuarenta, las autoridades británicas tan solo emplearon esta medida en una ocasión. En agosto de 1947, ante el fracaso a la hora de aplastar la insurgencia judía, el ejército británico recibió permiso del Alto Comisariado para derribar viviendas judías. Poco después se demolió una casa judía en el barrio jerosolimitano de Givat Shaul en la que se habían encontrado armas durante una redada rutinaria.
En 1968, después de que Israel ocupase Cisjordania y la Franja de Gaza, Theodor Meron, asesor legal del Ministerio de Asuntos Exteriores israelí, informó mediante un memorándum secreto a la oficina del primer ministro de que la demolición de viviendas, incluso las de sospechosos de terrorismo, supone una violación del Cuarto Convenio de Ginebra de 1949 en lo referente a la protección de civiles en tiempos de guerra. Aplicar estas medidas como si supusiesen una continuidad con las normas de emergencia del Mandato británico podría ser útil desde el punto de vista de la hasbará (propaganda) pero era "poco convincente desde un punto de vista legal". La opinión de Theodor Meron fue ignorada. Según el periodista estadounidense Gershom Gorenberg, casi todos los académicos de derecho internacional comparten este punto de vista, incluidos importantes expertos israelíes.
La práctica de demoler viviendas palestinas comenzó tan solo dos días después de la conquista israelí de la ciudad vieja de Jerusalén en 1967 y, más en concreto, del barrio marroquí, adyacente al Muro de las Lamentaciones. Una de las primeras medidas adoptadas, carente de autorización legal, fue el desahucio de 650 palestinos de sus hogares en el corazón de Jerusalén y la demolición de sus hogares y santuarios para dejar hueco para la construcción de una plaza.
Antes de la Primera Intifada (1987-1993) la demolición de hogares se aplicaba solamente en circunstancias excepcionales, pero durante esta revuelta se volvió una práctica habitual, ya que dejó de requerir la aprobación del Ministro de Defensa para quedar a la discreción de los comandantes regionales. Israel voló 103 viviendas en 1987, y al año siguiente la cifra se disparó hasta las 423. Se demolieron 510 viviendas palestinas de hombres supuestamente implicados en o condenados por delitos relacionados con la seguridad de Israel, o bien porque se acusó a las casas de servir como pantallas para acciones hostiles contra el ejército israelí o los colonos. Otras 110 fueron bombardeadas bajo la suposición de que se encontraban hombres armados en su interior, y otras 1497 fueron demolidas por carecer de permisos de construcción israelíes, dejando a unos 10 000 niños sin hogar. En una carta oficial de 1987, las autoridades británicas aclararon que la legislación que regula las demoliciones de hogares había sido revocada en 1948. Pese a ello, la revocación no fue publicada en el Palestine Gazette, lo que era necesario en aquel tiempo, e Israel todavía mantiene la polémica política de demoliciones militares punitivas de hogares bajo la orden británica DER 119 DE 1945.
Según un informe de Amnistía Internacional de 1999, la demolición de viviendas se realizaba por lo general sin previo aviso y los habitantes de la vivienda contaban con poco tiempo para evacuarla. Entre septiembre de 2000 y finales de 2004, el ejército israelí demolió 4100 viviendas palestinas; 628 de estas demoliciones, que dejaron sin hogar a 3983 personas, fueron llevadas a cabo como una medida de castigo a un miembro de la familia que había estado implicado en actos relacionados con la Segunda Intifada. De 2006 al 31 de agosto de 2018, Israel derribó al menos 1360 viviendas palestinas en Cisjordania (sin contar Jerusalén Este), dejando sin hogar a 6115 personas, incluidos al menos 3094 menores. De estas demoliciones, 698 fueron llevadas a cabo en el Valle del Jordán, dejando sin hogar a 2948 palestinos (1334 de ellos, menores). Las violaciones de las leyes de construcción son un delito criminal según la ley israelí, que se extendió a Cisjordania en 2007. Israel ha derribado (u obligado a que sus dueños las derriben) 780 viviendas en Jerusalén Este entre 2004 y 2018, dejando al menos a 2766 personas sin hogar, de las que 1485 eran menores de edad. Se calcula que el número de hogares derribados en el resto de Cisjordania entre 2006 y el 30 de septiembre de 2018 es de al menos 1.373, lo que ha dejado sin hogar a 6133 palestinos, incluidos 3103 menores. Ningún colono israelí ha sido nunca perseguido por cometer tales infracciones, y sólo el 3 % de las violaciones de las leyes de construcción cometidas por colonos ha llevado aparejada la demolición de sus viviendas. Incluso casetas de pastores cuyos impuestos han sido debidamente pagados pueden ser demolidas.

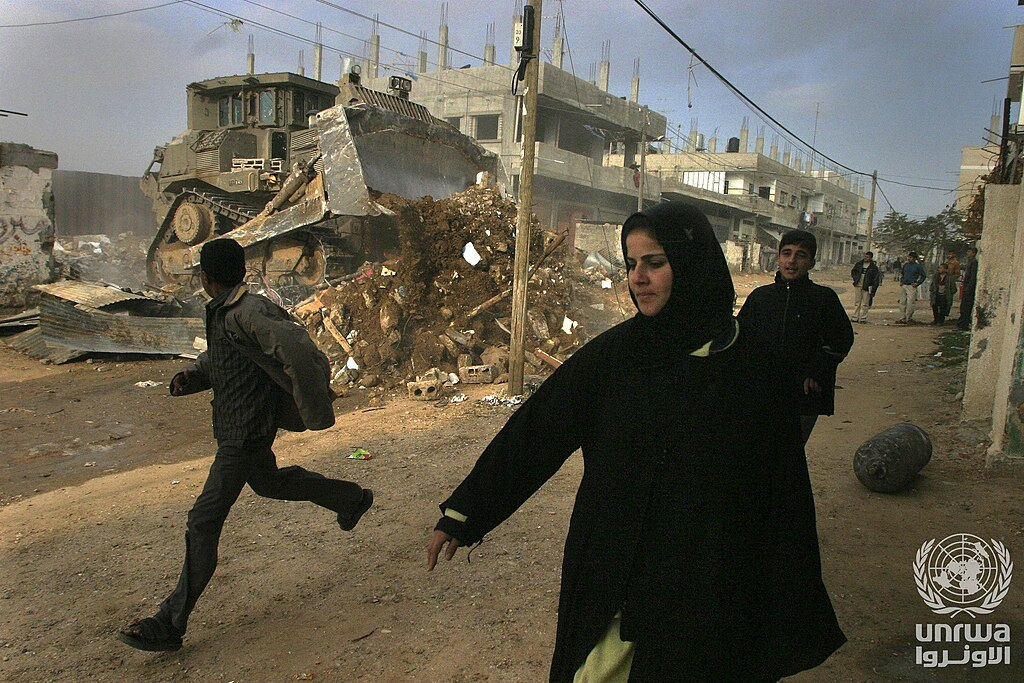
Buldócer israelí demoliendo viviendas en Gaza durante la Segunda Intifada (2001)

Durante la Segunda Intifada, el ejército israelí adoptó la política de demolición de hogares tras una oleada de atentados suicidas. Israel justificó esta política en base a la disuasión antiterrorista, para proporcionar un incentivo que haga que las familias de los potenciales suicidas intenten disuadirlos de realizar sus actos. Las demoliciones de hogares también se llevaron a cabo en el curso de batallas. Durante la Operación Escudo Defensivo, varios soldados soldados israelíes murieron durante incursiones en las que buscaban viviendas que estuviesen dando cobijo a milicianos palestinos. El ejército israelí comenzó entonces a rodear dichas viviendas, exigir a sus ocupantes que salieran (ya fuesen civiles o milicianos) y derribar después las viviendas sobre aquellos que se hubiesen negado o no hubiesen podido salir. En algunas de las batallas urbanas más cruentas, como en la Batalla de Yenín en 2002 o en la Operación Arcoíris de 2004 en Rafah, buldócers Caterpillar FDI 9 del ejército israelí derribaron numerosas viviendas de civiles palestinos para ampliar las calles o las carreteras, descubrir túneles o para asegurar la posición de sus propias tropas. El resultado fue un uso indiscriminado de demoliciones de viviendas civiles en casos que nada tenían que ver con el terrorismo, y que dejó a más de 1000 personas sin hogar tan solo en el campamento de refugiados de Rafah. Según un informe de Human Rights Watch de 2004, muchas familias de Rafah poseen un "grupo de casas". Por ejemplo, una familia puede tener una "pequeña casa de sus primeras épocas en el campamento, a menudo con poco más que un tejado de asbesto". Cuando los hijos se independizan, construyen sus casas cerca de esta. Según la ONU, aproximadamente 1500 casas fueron demolidas por el ejército israelí tan solo en la ciudad palestina de Rafah entre 2000 y 2004.
En febrero de 2005, el Ministerio de Defensa ordenó acabar con la demolición de viviendas como castigo a las familias de los terroristas suicidas a no ser que haya "un cambio extremo de las circunstancias". Sin embargo, la demolición de viviendas ha continuado por otros motivos. En 2009, después de una serie de ataques suicidas en Jerusalén, la Corte Suprema de Israel dictaminó a favor de la política del ejército israelí de sellar con cemento las casas de las familias de los terroristas palestinos como medida de disuasión contra el terrorismo.
Según doctores que han estudiado a una serie de habitantes cisjordanos cuyos hogares fueron demolidos, la pérdida de sus hogares les ocasiona un segundo trauma que les retrotrae a la Nakba ("catástrofe" en árabe), la expulsión o huida de más de 700 000 palestinos antes, durante y después de la guerra árabe-israelí de 1948, un traumático suceso que ha quedado grabado en la identidad del pueblo palestino. Desde el comienzo de la ocupación de los territorios palestinos en 1967 hasta 2019, según un cálculo del Comité Israelí Contra la Demolición de Viviendas (ICAHD en sus silgas inglesas), Israel ha demolido 49 532 edificios palestinos, con el consiguiente desplazamiento de cientos de miles de palestinos.

## Efectividad
Un estudio sobre la eficacia de estas medidas realizado en enero de 2015 por Benmelech, Berrebi y Klor distingue entre “demoliciones punitivas”, en las que se derriban las viviendas de las familias de los terroristas, y “demoliciones preventivas”, en las que tiene lugar la demolición de viviendas que, por su ubicación, podrían ser usadas por francotiradores palestinos. Sus resultados, calificados por The New Republic como "políticamente explosivas," indican que las "demoliciones preventivas" han causado un “incremento del 48,7 % en el número de terroristas suicidas en un distrito medio”, mientras que en los meses inmediatamente posteriores a una demolición, las demoliciones punitivas han hecho decaer los ataques terroristas entre un 11,7 % y un 14,9 %. Sin embargo, Klor describió más tarde el efecto de las demoliciones punitivas como "pequeño, localizado y decreciente en el tiempo" y sugirió que la razón real por la que se llevan a cabo es "aplacar al público israelí".

## Propósito

### Como medida de castigo
Como medida punitiva, un estudio conjunto realizado por la Northwestern University y por la Universidad Hebrea concluyó que las demoliciones suponen un descenso en el número de ataques suicidas durante el siguiente mes y que resultan eficaces como medida disuasoria del terrorismo. Según este estudio, tienen como resultado una "disminución significativa" de los ataques terroristas.
Sin embargo, un informe interno del ejército israelí fechado en 2005, en el que se analizaba la efectividad de la política de demoliciones desarrollada durante la Segunda Intifada (durante la cual se demolieron más de 3000 viviendas de civiles, la mayoría de los cuales eran ancianos, mujeres y niños), concluyó que los ataques terroristas de hecho aumentaban después de las demoliciones, que solo acrecentaban el odio hacia Israel y que el daño causado era muy superior a los beneficios obtenidos, por lo que recomendaba el cese de las demoliciones. De hecho, tanto durante la Primera Intifada como durante la Segunda, las demoliciones de viviendas no llevaron aparejadas un descenso en el número de ataques; es más, en numerosos casos causaron una escalada de violencia.
Amnistía Internacional ha denunciado que Israel no respeta los procedimientos legales a la hora de ejecutar las demoliciones de viviendas palestinas. Muchas demoliciones se llevan a cabo sin aviso previo y sin que el afectado pueda apelar la decisión. En 2002, la Corte Suprema de Israel dictaminó que cualquier demolición debe realizarse respentando el derecho de apelación de los afectados, a no ser que esto "ponga en peligro las vidas de ciudadanos israelíes o que haya combates en las proximidades." En un dictamen posterior, el propio Tribunal Supremo dictaminó que se pueden realizar las demoliciones sin previo aviso y sin respetar los procedimientos legales si dicho aviso y dichos procedimientos legales supusiesen un impedimento para la demolición. Amnistía Internacional describió este dictamen como "una luz verde en la práctica" para cualquier demolición sin aviso previo.

#### Opiniones al respecto
La efectividad de las demoliciones de hogares como método de disuasión se ha visto cuestionada en numerosas ocasiones. En 2005, una comisión del ejército israelí no encontró prueba alguna de una disuasión eficaz y concluyó que el daño causado por las demoliciones supera su efectividad. Como resultado, el ejército israelí aprobó las recomendaciones de esta comisión de detener las demoliciones punitivas de hogares palestinos, aunque ha seguido realizándolas desde entonces.
Una serie de organizaciones de derechos humanos se oponen a esta práctica, incluidas Human Rights Watch, la Cruz Roja Internacional, Amnistía Internacional, B'Tselem o el Comité Israelí Contra la Demolición de Viviendas (ICAHD en sus siglas inglesas). Human Rights Watch argumenta que la demolición de viviendas viola el derecho internacional que impide los castigos colectivos, la destrucción de propiedad privada en territorio ocupado y el uso de la fuerza contra civiles en territorio ocupado.

El historiador israelí Yaacov Lozowick, sin embargo, cree que hay una base moral en la demolición de viviendas de familias de atacantes suicidas:
"Demoler las viviendas de civiles simplemente porque un miembro de la familia ha cometido un delito es inmoral. En cambio, si (...) potenciales atacantes suicidas (...) deciden no matar por el temor de que sus madres se queden sin hogar,  sería inmoral dejar a las madres palestinas intactas en sus casas mientras que niños israelíes mueren en sus autobuses escolares."
La Secretaria de Estado de los EE. UU., Hillary Clinton, criticó los planes de demolición de viviendas palestinas en Jerusalén Este y calificó estos actos de una vulneración de las obligaciones internacionales de Israel.

### Como medida regulatoria

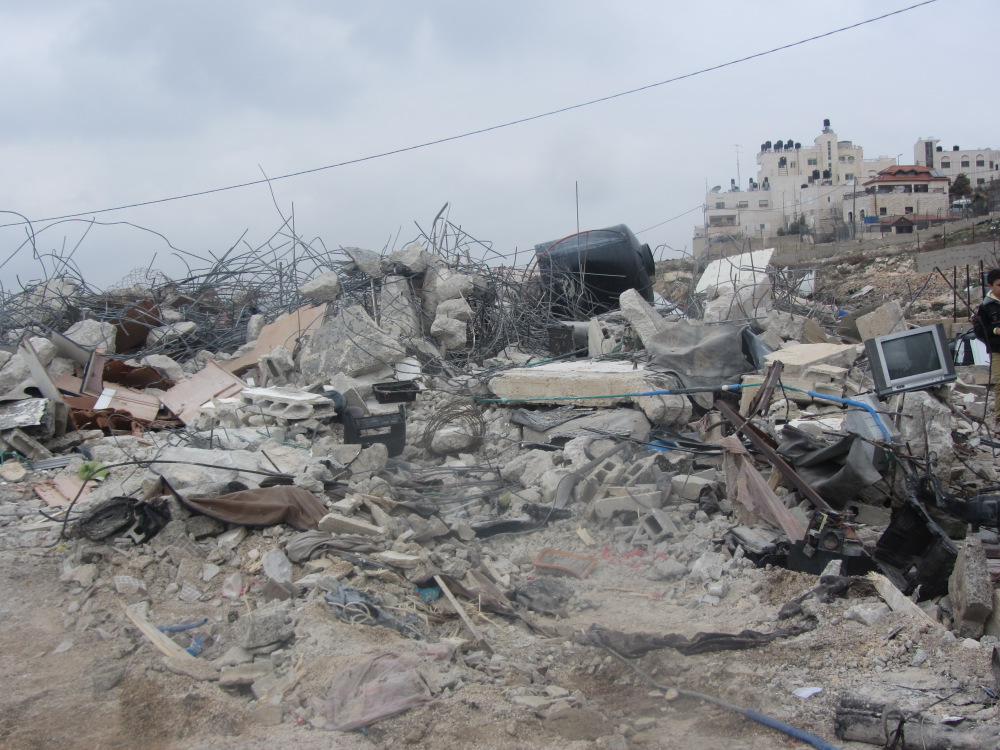
Apartamento de dos plantas de la familia Idris, de 8 miembros, y de otros cuatro familiares, demolida en Beit Hanina en 2014.

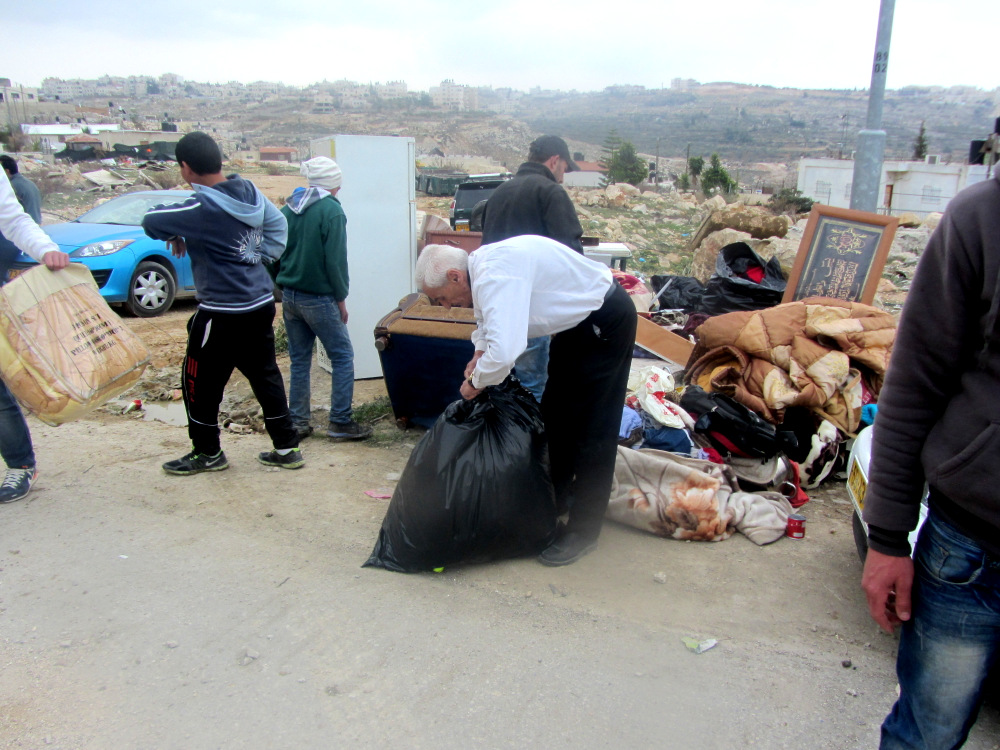
La familia Idris recogiendo sus pertenencias poco después de la demolición de su hogar (Beit Hanina, 2014)

Algunas demoliciones se llevan a cabo bajo el pretexto de que las viviendas podrían haber sido construidas sin permisos, o bien de que han vulnerado alguno de los códigos, ordenanzas y controles de edificación. Amnistía Internacional denuncia que, en realidad, las autoridades israelíes deniegan las peticiones de permisos de obra en las zonas palestinas como un método para apropiarse de la tierra.

Según Amnistía Internacional, "La destrucción de viviendas palestinas, de sus terrenos agrícolas y de otras propiedades en los territorios ocupados, incluido Jerusalén Este, se encuentra inextricablemente relacionada con la duradera política de Israel de apropiarse de tanta tierra como sea posible, sobre todo para establecer asentamientos israelíes." En octubre de 1999, durante el proceso de paz y antes del inicio de la Segunda Intifada, Amnistía Internacional ya escribía que: "más de un tercio de la población palestina de Jerusalén Este vive bajo la amenaza que se derribe su hogar. (...) Hay viviendas amenazadas en casi cada calle y es probable que la gran mayoría de los palestinos vivan bien en una vivienda, bien junto a una vivienda condenada a la demolición."
"La demolición de hogares ocurre presuntamente porque las viviendas han sido construidas "ilegalmente", es decir, sin permisos. Los funcionarios y los portavoces del gobierno israelí han mantenido a lo largo del tiempo que las demoliciones de hogares palestinos se basan en consideraciones de planificación urbana y que se llevan a cabo según la ley. (...) Pero la política israelí se basa en la discriminación. Los palestinos sufren las demoliciones por la única razón de que son palestinos. (...) [Israel ha] discriminado en la aplicación de la ley, aplicando estrictamente las prohibiciones relacionadas con la planificación urbana allí donde se construían viviendas palestinas y permitiendo libremente enmiendas a los planes urbanísticos para promover el desarrollo allá donde los israelíes están construyendo sus asentamientos."
Meir Margalit, del Comité Israelí Contra la Demolición de Viviendas, escribe:
"El pensamiento que subyace es que una amenaza nacional requiere de una respuesta nacional, que será invariablemente agresiva. Por lo tanto, una vivienda judía sin permiso es un problema urbanístico; pero una vivienda palestina sin permiso es una amenaza estratégica. Un edificio judío sin permiso está ‘cachondeándose de la ley'; un palestino que haga lo mismo estará desafiando la soberanía judía sobre Jerusalén."
La ONG israelí B'Tselem denuncia que, durante los más de 50 años de ocupación israelí del territorio palestino, las autoridades israelíes solamente han preparado planes de desarrollo urbanístico para 16 de las 180 comunidades palestinas ubicadas en la denominada Área C, la zona de Cisjordania que Israel controla tanto militar como administrativamente desde los Acuerdos de Oslo. Estos planes se han realizado sin consultar a los propios residentes ni a sus representantes y sin cumplir con los estándares internacionales para los planes de desarrollo urbanístico. Desde 2011, ante esta pasividad de las autoridades israelíes, las propias comunidades palestinas han desarrollado sus propios planes urbanísticos con la ayuda de organizaciones internacionales. A fecha de septiembre de 2018, se habían presentado 102 planes urbanísticos a la Administración Civil israelí, de los que solamente 5 han sido aprobados.
Por su parte, la construcción de asentamientos israelíes en esa misma Área C cuenta no solo con la aprobación del gobierno israelí, sino con su financiación y apoyo. Los asentamientos israelíes cuentan con planes urbanísticos detallados que les proporcionas amplios terrenos para el crecimiento y les conectan a infraestructuras avanzadas. Además, el propio ejecutivo israelí ha financiado en numerosas ocasiones la construcción de los denominados outposts, que pese a ser también ilegales según la ley israelí (todos los asentamientos son ilegales según el derecho internacional), reciben suministro eléctrico, y agua corriente de la red pública israelí, así como infraestructuras viales y protección militar a cuenta de los presupuestos israelíes. Estos asentamientos solamente reciben órdenes de demolición cuando se construyen en terrenos privados palestinos.

### Argumentos a favor y en contra

#### Ejército israelí
El ejército israelí ha justificado tradicionalmente la demolición de viviendas palestinas de las siguientes maneras:
- Disuasión, que se consigue haciendo daño a los parientes de quienes realizan o son sospechosos de estar implicados en la realización de ataques. Benmelech, Berrebi y Klor llaman a este tipo de demoliciones, en la que el objetivo son las viviendas de los familiares de los terroristas, "demoliciones punitivas”.[46]
- Benmelech, Berrebi y Klor denominan a las siguientes medidas como “demoliciones preventivas”, por muy punitivas que puedan parecerles a las familias afectadas.[46]
- Para destruir posibles escondites, lugares en los que se ocultarían cohetes y puestos de tirador.[47]

#### Organizaciones en favor de los derechos humanos
Las Naciones Unidas y numerosos grupos de derechos humanos como Amnistía Internacional y el Comité Internacional de la Cruz Roja se oponen tanto a la demolición de viviendas como a los argumentos del ejército israelí, y han documentado numerosos casos en los que las supuestas condiciones del ejército israelí no se aplicaban. Acusan al gobierno israelí y a su ejército de actuar por dos motivos:
- Castigo colectivo, el castigo aplicado a palestinos inocentes "por un delito que no han cometido personalmente."[48]
- Robo de tierras palestinas mediante su anexión para construir el muro de separación israelí en Cisjordania o para crear, expandir o beneficiar de cualquier otra manera a los asentamientos israelíes.[49]

En 2004, Human Rights Watch publicó su informe Demoliendo Rafah: Demoliciones Masivas de Hogares en la Franja de Gaza. El informe documentaba lo que describía como "un patrón de demoliciones ilegales" por parte del ejército israelí en Rafah, una ciudad y un campamento de refugiados al sur de la Franja de Gaza, en la frontera palestina con Egipto, donde dieciséis mil personas perdieron sus hogares después de que el gobierno israelí aprobase un plan para expandir la tierra de nadie en mayo de 2004. El principal argumento del ejército israelí para estas demoliciones fue que respondían e intentaban prevenir ataques sobre sus fuerzas, así como eliminar el contrabando de armas a través de los túneles que unen Rafah con Egipto.

## Métodos de demolición

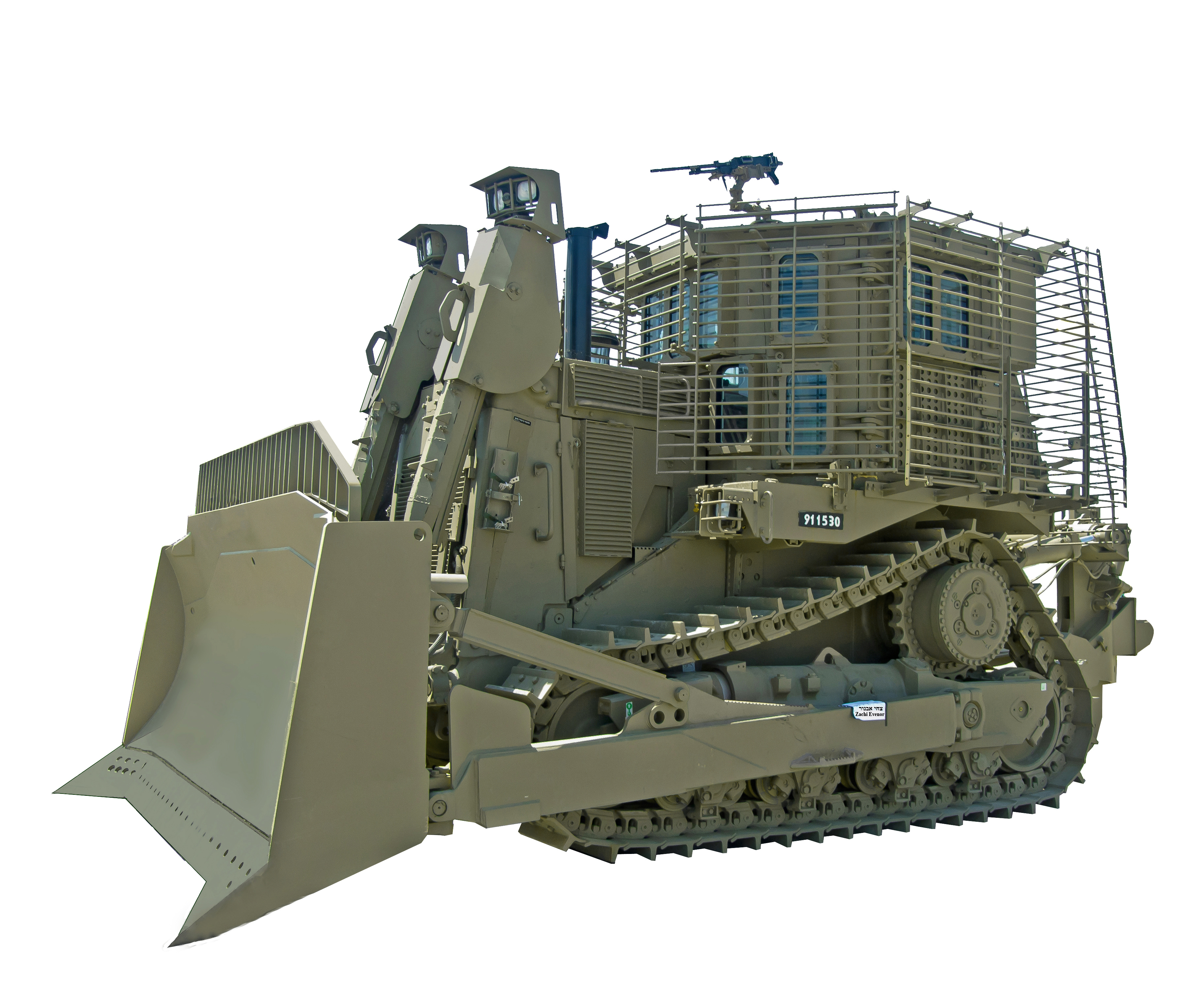
Buldózer acorazado Caterpillar D9R del ejército israelí

El Cuerpo de Ingeniería de Combate del ejército israelí es el encargado de llevar a cabo las demoliciones con buldózers blindados, frecuentemente el Caterpillar D9, aunque en ocasiones también las realizan con excavadoras (para edificios de muchos pisos) o palas cargadoras (para casas en bajo con poco riesgo) que han sido modificadas por el ejército israelí. El Caterpillar FDI 9 es el elegido cuando existe algún riesgo en la demolición del edificio (como cuando milicianos palestinos se han parapetado en el interior o cuando la estructura lleva adosados explosivos o trampas cazabobos). Para los edificios de varias plantas, los apartamentos y los laboratorios de explosivos se utilizan dispositivos explosivos colocados por expertos de la unidad Yahalom (Sayeret Yael) del ejército israelí. Amnistía Internacional ha documentado también la demolición de viviendas con "poderosas cargas explosivas".

## Legalidad
La demolición de hogares se considera una forma de castigo colectivo. Según el artículo 53 del Cuarto Convenio de Ginebra, que regula las leyes de la ocupación, "está prohibido que la Potencia ocupante destruya bienes muebles o inmuebles, pertenecientes individual o colectivamente a personas particulares, al Estado o a colectividades públicas, a organizaciones sociales o a cooperativas, excepto en los casos en que tales destrucciones sean absolutamente necesarias a causa de las operaciones bélicas." De hecho, el artículo 147 de este tratado internacional califica de infracciones graves "la destrucción y la apropiación de bienes no justificadas por necesidades militares y realizadas a gran escala de modo ilícito y arbitrario". El Cuarto Convenio de Ginebra obliga a todas las partes firmantes a " tomar todas las oportunas medidas legislativas para determinar las adecuadas sanciones penales que se han de aplicar a las personas que hayan cometido, o dado orden de cometer, una cualquiera de las infracciones graves contra el presente Convenio".
Sin embargo, Israel, que es país firmante de la Cuarta Convención de Ginebra, afirma que los términos de la Convención no son aplicables a los territorios palestinos porque los territorios no constituyen un Estado que sea parte de la Cuarta Convención de Ginebra. Esta postura ha sido rechazada por la ONU en numerosas ocasiones, como en la resolución 446 del Consejo de Seguridad de las Naciones Unidas, que afirma "una vez más que el Convenio de Ginebra relativo a la protección de personas civiles en tiempos de guerra, de 12 de agosto de 1949, es aplicable a los territorios árabes ocupados por Israel desde 1967, incluso Jerusalén". Los propios países signatarios de la Convención de Ginebra han rechazado la postura israelí en varias ocasiones. El 15 de julio de 1999, una conferencia de las Altas Partes Contratantes de la Cuarta Convención de Ginebra realizada en la sede de las Naciones Unidas en Ginebra dictaminó que la Convención debe aplicarse en los Territorios Palestinos Ocupados, incluido Jerusalén. En 2001, en una conferencia de un solo día de las Altas Partes Contratantes, 114 países adoptaron una declaración de tres páginas en la que reafirmaban que los términos de la Convención se aplican a los territorios palestinos.
Por otra parte, la postura israelí también es rechazada por numerosas asociaciones en defensa de los derechos humanos como Amnistía Internacional, que argumenta que "un principio básico del derecho internacional humanitario es que los tratados internacionales referentes a los derechos humanos son aplicables a todas las zonas en las que los Estados ejercen un control efectivo, independientemente de si ejercen su soberanía sobre dicha zona."

## Las demoliciones en la actualidad
La aldea palestina de Aqabah, ubicada en el nordeste de Cisjordania, se encuentra amenazada en su totalidad por órdenes de demolición emitidos por la Administración Civil israelí en Palestina. Esta administración ya se ha apropiado de grandes superficies de tierras de propiedad privada en la aldea, y ha amenazado con demoler la mezquita, la clínica financiada por el gobierno británico, la guardería, la sede de la Asociación de Mujeres Rurales, las carreteras, el tanque de agua y casi todas las viviendas de particulares. Según la Rebuilding Alliance, una organización estadounidense que se opone a la demolición de hogares, Haj Sami Sadek, el alcalde del pueblo, ha publicado una carta abierta pidiendo ayuda. Gush Shalom, Bloque para la Paz israelí, y el Comité Israelí Contra la Demolición de Viviendas apoyan la campaña.
En mayo de 2008, la Oficina de Naciones Unidas para la Coordinación de Asuntos Humanitarios denunció que miles palestinos en la Cisjordania ocupada corren el riesgo de ser desplazados debido a que las autoridades israelíes amenazan con derribar sus hogares y, en algunos casos, sus comunidades enteras: "A fecha de hoy, más de 3000 viviendas propiedad de palestinos de Cisjordania tienen órdenes de demolición pendientes, las cuales pueden ser inmediatamente ejecutadas sin previo aviso".

### Estadísticas en Jerusalén

#### Demoliciones
Las estadísticas recopiladas por el Comité Israelí Contra la Demolición de Viviendas (ICAHD en sus siglas inglesas) registraron el número de demoliciones en las dos partes de Jerusalén entre los años 2000 y 2005. Según el ICAHD, hay muchas más violaciones de las leyes de edificación en la parte occidental (judía) de Jerusalén, pero la gran mayoría de las demoliciones reales se llevan a cabo en la parte oriental (palestina) de la ciudad. Las estadísticas del ICAHD fueron citadas por el Departamento de Estado de los Estados Unidos en su informe "Informe por países sobre las prácticas relacionadas a los derechos humanos - 2005". Las cifras del ICAD en 2004 y 2005 ICAHD eran las siguientes:
|                                | 2004            | 2004           | 2005               | 2005               |
|                                | Jerusalén Oeste | Jerusalén Este | Jerusalén Oeste    | Jerusalén Este     |
| Infracciones                   | 5583            | 1386           | 5653               | 1272               |
| Cargos presentados             | 980 (18 %)      | 780 (56 %)     | 1529 (27 %)        | 857 (67 %)         |
| Órdenes de demolición emitidas | 50              | 216            | Aproximadamente 40 | Aproximadamente 80 |
| Demoliciones                   | 13 (0.2 %)      | 114 (8.2 %)    | 26 (0.45 %)        | 76 (5.97 %)        |

Este informe del ICAHD también afirma que los inspectores urbanísticos solo registran una pequeña parte de las infracciones de Jerusalén Oeste (por lo general, extensiones ilegales o porches), y establece que ni uno solo edificio completo ha recibido una orden de demolición ni ha sido demolido nunca. El ICAHD también afirma que "el municipio de Jerusalén expropia tierras, evita la presentación de un plan urbanístico para los barrios palestinos y se niega a emitir permisos de construcción, lo que causa una terrible escasez habitacional y fuerza a los habitantes a construir sin permisos, tras lo cual el Ministerio del Interior y el ayuntamiento demuelen las viviendas, para que así los habitantes de estos hogares tengan que trasladarse a otras viviendas fuera de la ciudad, tras lo que el Ministerio del Interior les retira el permiso de residencia en Jerusalén y les expulsa de la ciudad para siempre".
El Jerusalem Center for Public Affairs, un think tank israelí de ideología neo-conservadora financiado por el magnate estadounidense Sheldon Adelson, rechaza las conclusiones del ICAHD argumentando en su página web que este mayor número de demoliciones en los sectores palestinos de la ciudad se debe simplemente a que muchas más viviendas palestinas se construyen de manera ilegal. Este grupo afirma de sí mismo que ha "documentado un patrón de comportamientos políticamente motivados y del que se aprovechan los criminales, que caracteriza gran parte de la construcción en el sector árabe de la Ciudad Santa", a pesar de las demoliciones de viviendas como castigo, que en su opinión han sido efectivas como disuasión del terrorismo mediante una significativa reducción de los ataques terroristas de palestinos.

#### Permisos de construcción
Las estadísticas recopiladas por el CAMERA y el FMEP entre los años 2001 y 2005 establecen las siguientes cifras:
|                      | 2001            | 2001           | 2003            | 2003           | 2004            | 2004           | 2005            | 2005           |
|                      | Jerusalén Oeste | Jerusalén Este | Jerusalén Oeste | Jerusalén Este | Jerusalén Oeste | Jerusalén Este | Jerusalén Oeste | Jerusalén Este |
| Permisos solicitados | 1519            | 219            | 1719            | 138            | 2079            | 224            | 2256            | 265            |
| Permisos aprobados   | 1087            | 191            | 1425            | 118            | 1579            | 116            | 1717            | 135            |
| Proporción           | 72 %            | 87 %           | 83 %            | 85 %           | 76 %            | 52 %           | 76 %            | 53 %           |

Aunque las estadísticas no distinguen por nacionalidades a los solicitantes de los permisos ni a los propietarios de la tierra (por lo que las estadísticas de Jerusalén Este podrían referirse tanto a los habitantes palestinos de la ciudad como a los colonos israelíes de los asentamientos), el CAMERA argumenta que estos datos demuestran que la denegación de permisos a árabes o judíos no se basaba en la etnicidad del solicitante, sino en los planes urbanísticos israelíes y en las leyes de construcción.
Sin embargo, Amnistía Internacional pone el énfasis en el diminuto número de permisos de construcción solicitados por los palestinos, (solamente un 10 % de las peticiones israelíes), y argumentan que este dato es indicativo del minúsculo (y decreciente) porcentaje de tierras que los palestinos tienen disponibles para la construcción. En 2008, Nicoletta Dimova escribió en el Palestine-Israel Journal que "hoy en día, a los palestinos de la ciudad solamente se les permite construir en aproximadamente el 9 % de los 71,22 km² sobre las que se expande Jerusalén Este", mientras que el resto de terrenos han sido expropiados por las autoridades israelíes para después concedérselas a los colonos de los asentamientos o para prohibir todo tipo de construcción en ellos.
Según Paz Ahora, la concesión de permisos de construcción en los asentamientos israelíes de Jerusalén Este ha crecido un 60 % desde la llegada de Donald Trump a la Casa Blanca en 2017. Desde 1991, la población palestina de Jerusalén Este, que es mayoritaria en este sector, solamente ha recibido el 30 % de los permisos de edificación.

### Área C
Según B'tselem, desde los Acuerdos de Oslo de 1993, Israel ha emitido más de 14 600 órdenes de demolición de infraestructuras palestinas, de las cuales se han ejecutado aproximadamente 2.925. En el periodo 2000-2012, los palestinos solamente obtuvieron 211 permisos de construcción, de los que tan solo 27 fueron otorgados entre 2009 y 2012.  En 2014, según la agencia de noticias palestina Ma'an News, solo se otorgó un permiso de construcción.

## Demolición de viviendas de colonos

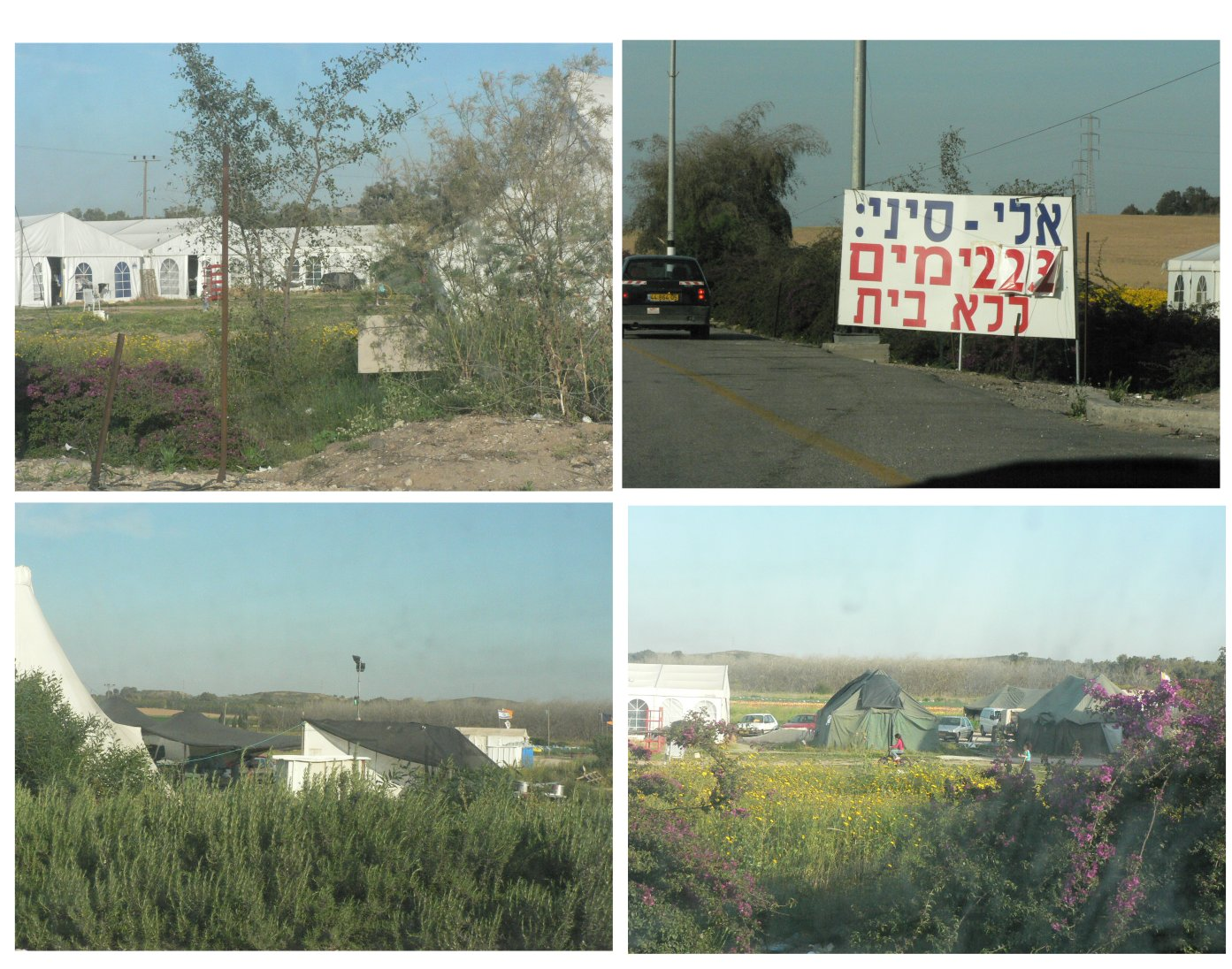
Colonos israelíes desplazados del asentamiento israelí Elei Sinai, ubicado en la Franja de Gaza.

En 2005, el gobierno israelí demolió numerosas viviendas de colonos israelíes que habían sido abandonadas en consonancia con lo dispuesto en el plan de retirada unilateral israelí de la Franja de Gaza. El Ministerio de Asuntos Exteriores de Israel declaró que estas demoliciones se habían llevado a cabo a petición de las autoridades palestinas. En asentamientos ilegales como Amona también se han demolido viviendas. Cabe destacar que el la diferenciación entre "asentamiento legal" y "asentamiento ilegal" hace referencia a la legislación israelí, dado que todos los asentamientos israelíes son ilegales según el derecho internacional, puesto que infringen el artículo 49 del Cuarto Convenio de Ginebra, que establece que "la Potencia ocupante no podrá efectuar la evacuación o el traslado de una parte de la propia población civil al territorio por ella ocupado".
En febrero de 2017, las fuerzas israelíes volvieron a evacuar a los colonos del asentamiento ilegal de Amona, en Cisjordania, después de que el Tribunal Supremo de Israel declarase que sus viviendas debían ser demolidas antes del 8 de febrero.